# Quinzième district congressionnel de l'État de New York
Le 15e district congressionnel de New York est situé à New York. Le district est représenté par le Démocrate Ritchie Torres depuis 2021. C'est le district congressionnel le plus pauvre des États-Unis.
Le 15e district est entièrement situé dans le Bronx, à savoir la partie sud du West Bronx ainsi que le South Bronx. Les Latinos constituent la majorité de la population du district, suivis par les Noirs. Les Blancs, les Asiatiques et d’autres groupes raciaux constituent une petite minorité. Le Yankee Stadium et le zoo du Bronx sont tous deux situés dans le quartier. Le 15e district a le pourcentage le plus élevé de Portoricains de tous les districts de New York et le deuxième pourcentage le plus élevé d'Américains dominicains de tous les districts de New York, après le 13e district voisin.

## Histoire
Le siège était un siège basé à Brooklyn jusqu'en 1982, date à laquelle il a été redessiné pour couvrir l'East Side de Manhattan. À la suite du redécoupage de 1992, il est devenu le siège du Upper Manhattan, auparavant désigné comme 19e et 18e district. Après le redécoupage de 2012, le 15e est devenu le principal district du Bronx.
De 2003 à 2013, il était composé de l'Upper Manhattan, de Rikers Island et d'une section en grande partie non résidentielle du nord-ouest du Queens, sur la rive de l'East River, principalement occupée par une installation Consolidated Edison et une centrale électrique de la New York Power Authority. Le district comprenait les quartiers de Harlem, Inwood, Marble Hill, Spanish Harlem, Washington Heights, Morningside Heights et des parties de Manhattan qui comprenaient l'Apollo Theatre, l'Université de Columbia et Grant's Tomb. Une grande partie de ce district constitue désormais le 13e district, tandis que l'actuel 15e est essentiellement le successeur de l'ancien 16e.

## Historique de vote
| Année | Poste     | Résultats              |
| ----- | --------- | ---------------------- |
| 2000  | Président | Gore 87,0 % – 7,0 %    |
| 2004  | Président | Kerry 90,0 % – 9,0 %   |
| 2008  | Président | Obama 93,0 % – 6,0 %   |
| 2012  | Président | Obama 97,0 % – 3,0 %   |
| 2016  | Président | Clinton 94,0 % – 5,0 % |
| 2020  | Président | Biden 86,0 % – 13,0 %  |

## Liste des Représentants du district

### 1803 - 1813: Un siège
| Membre                          | Parti                 | Années                    | Congrès   | Histoire électorale                  |
| ------------------------------- | --------------------- | ------------------------- | --------- | ------------------------------------ |
| District établit le 4 mars 1803 |                       |                           |           |                                      |
| Gaylord Griswold (en)           | Fédéraliste           | 4 mars 1803 - 3 mars 1805 | 8e        | Élu en 1802.                         |
| Nathan Williams (en)            | Républicain-Démocrate | 4 mars 1805 - 3 mars 1807 | 9e        | Élu en 1804.                         |
| William Kirkpatrick (en)        | Républicain-Démocrate | 4 mars 1807 - 3 mars 1809 | 10e       | Élu en 1806.                         |
| Peter Buell Porter              | Républicain-Démocrate | 4 mars 1809 - 3 mars 1813 | 11e , 12e | Élu en 1808. Réélu en 1810. Retrait. |

### Deux sièges
De 1813 à 1823, deux sièges furent attribués au 15e district, élus at-large sur un seul bulletin de vote.
| Congrès | Années                             |                                                                                                   | Siège A                                                                                           | Siège A                                                                                           | Siège A                                                                                           |                                                                                                   | Siège B                                                                                           | Siège B | Siège B |
| Congrès | Années                             | Membre                                                                                            | Parti                                                                                             | Histoire électorale                                                                               | Membre                                                                                            | Parti                                                                                             | Histoire électorale                                                                               |         |         |
| 13e     | 4 mars 1813 - 21 juin 1813         | Vacant                                                                                            | Vacant                                                                                            | Le Représentant-élu William Dowse décède le 18 février 1813 avant le début du mandat.             | Joel Thompson (en)                                                                                | Fédéraliste                                                                                       | Élu en 1812.                                                                                      |         |         |
| 13e     | 21 juin 1813 - 20 décembre 1813    | John M. Bowers (en)                                                                               | Fédéraliste                                                                                       | Élu pour terminer le mandat de Dowse. Perd la contestation de son élection.                       | Joel Thompson (en)                                                                                | Fédéraliste                                                                                       | Élu en 1812.                                                                                      |         |         |
| 13e     | 20 décembre 1813 - 24 janvier 1814 | Vacant                                                                                            | Vacant                                                                                            | Élection contestée.                                                                               | Joel Thompson (en)                                                                                | Fédéraliste                                                                                       | Élu en 1812.                                                                                      |         |         |
| 13e     | 24 janvier 1814 - 3 mars 1815      | Isaac Williams Jr. (en)                                                                           | Républicain-Démocrate                                                                             | Conteste avec succès l'élection de Bowers.                                                        | Joel Thompson (en)                                                                                | Fédéraliste                                                                                       | Élu en 1812.                                                                                      |         |         |
| 14e     | 4 mars 1815 - 3 mars 1817          | James Birdsall (en)                                                                               | Républicain-Démocrate                                                                             | Élu en 1814.                                                                                      | Jabez Hammond (en)                                                                                | Républicain-Démocrate                                                                             | Élu en 1814.                                                                                      |         |         |
| 15e     | 4 mars 1817 - 3 mars 1819          | Isaac Williams Jr. (en)                                                                           | Républicain-Démocrate                                                                             | Élu en 1816. Retrait.                                                                             | John R. Drake (en)                                                                                | Républicain-Démocrate                                                                             | Élu en 1816. Retrait.                                                                             |         |         |
| 16e     | 4 mars 1819 - 3 mars 1821          | Joseph S. Lyman (en)                                                                              | Républicain-Démocrate                                                                             | Élu en 1818. Retrait.                                                                             | Robert Monell (en)                                                                                | Républicain-Démocrate                                                                             | Élu en 1818. Perd sa réélection.                                                                  |         |         |
| 17e     | 4 mars 1821 - 3 décembre 1821      | Des élections ont eu lieu en avril 1821. Il n'est pas clair quand les résultats ont été annoncés. | Des élections ont eu lieu en avril 1821. Il n'est pas clair quand les résultats ont été annoncés. | Des élections ont eu lieu en avril 1821. Il n'est pas clair quand les résultats ont été annoncés. | Des élections ont eu lieu en avril 1821. Il n'est pas clair quand les résultats ont été annoncés. | Des élections ont eu lieu en avril 1821. Il n'est pas clair quand les résultats ont été annoncés. | Des élections ont eu lieu en avril 1821. Il n'est pas clair quand les résultats ont été annoncés. |         |         |
| 17e     | 3 décembre 1821 - 3 mars 1823      | Samuel Campbell (en)                                                                              | Républicain-Démocrate                                                                             | Élu en 1821. Redécoupage vers le 21e district et perd sa réélection.                              | James Hawkes (en)                                                                                 | Républicain-Démocrate                                                                             | Élu en 1821.                                                                                      |         |         |

### 1823 - Présent
| Membre                       | Parti                 | Années                             | Congrès        | Histoire électorale | Zone géographique                              |
| ---------------------------- | --------------------- | ---------------------------------- | -------------- | --- | ---------------------------------------------- |
| John Herkimer (en)           | Républicain-Démocrate | 4 mars 1823 - 3 mars 1825          | 18e            | Élu en 1822. Perd sa réélection. | 1823–1833 Comté de Herkimer                    |
| Michael Hoffman (en)         | Jacksonien (en)       | 4 mars 1825 - 3 mars 1833          | 19e - 22e      | Élu en 1824. Réélu en 1826. Réélu en 1828. Réélu en 1830. | 1823–1833 Comté de Herkimer                    |
| Charles McVean (en)          | Jacksonien (en)       | 4 mars 1833 - 3 mars 1835          | 23e            | Élu en 1832. | 1833–1843                                      |
| Matthias J. Bovee (en)       | Jacksonien (en)       | 4 mars 1835 - 3 mars 1837          | 24e            | Élu en 1834. | 1833–1843                                      |
| John Edwards (en)            | Démocrate             | 4 mars 1837 - 3 mars 1839          | 25e            | Élu en 1836. | 1833–1843                                      |
| Peter J. Wagner (en)         | Whig                  | 4 mars 1839 - 3 mars 1841          | 26e            | Élu en 1838. | 1833–1843                                      |
| John Sanford (en)            | Démocrate             | 4 mars 1841 - 3 mars 1843          | 27e            | Élu en 1840. | 1833–1843                                      |
| Lemuel Stetson (en)          | Démocrate             | 4 mars 1843 - 3 mars 1845          | 28e            | Élu en 1842. | 1843–1853                                      |
| Joseph Russell (en)          | Démocrate             | 4 mars 1845 - 3 mars 1847          | 29e            | Élu en 1844. | 1843–1853                                      |
| Sidney Lawrence (en)         | Démocrate             | 4 mars 1847 - 3 mars 1849          | 30e            | Élu en 1846. | 1843–1853                                      |
| John R. Thurman (en)         | Whig                  | 4 mars 1849 - 3 mars 1851          | 31e            | Élu en 1848. | 1843–1853                                      |
| Joseph Russell (en)          | Démocrate             | 4 mars 1851 - 3 mars 1853          | 32e            | Élu en 1850. | 1843–1853                                      |
| Charles Hughes (en)          | Démocrate             | 4 mars 1853 - 3 mars 1855          | 33e            | Élu en 1852. | 1853–1863                                      |
| Edward Dodd (en)             | Opposition Party (en) | 4 mars 1855 - 3 mars 1857          | 34e , 35e      | Élu en 1854. Réélu en 1856. | 1853–1863                                      |
| Edward Dodd (en)             | Républicain           | 4 mars 1857 - 3 mars 1859          | 34e , 35e      | Élu en 1854. Réélu en 1856. | 1853–1863                                      |
| James B. McKean (en)         | Républicain           | 4 mars 1859 - 3 mars 1863          | 36e , 37e      | Élu en 1858. Réélu en 1860. | 1853–1863                                      |
| John Augustus Grisworld (en) | Démocrate             | 4 mars 1863 - 3 mars 1865          | 38e - 40e      | Élu en 1862. Réélu en 1864. Réélu en 1866. | 1863–1873                                      |
| John Augustus Grisworld (en) | Républicain           | 4 mars 1865 - 3 mars 1869          | 38e - 40e      | Élu en 1862. Réélu en 1864. Réélu en 1866. | 1863–1873                                      |
| Adolphus H. Tanner (en)      | Républicain           | 4 mars 1869 - 3 mars 1871          | 41e            | Élu en 1868. | 1863–1873                                      |
| Joseph M. Warren (en)        | Démocrate             | 4 mars 1871 - 3 mars 1873          | 42e            | Élu en 1870. | 1863–1873                                      |
| Eli Perry (en)               | Démocrate             | 4 mars 1873 - 3 mars 1875          | 43e            | Redécoupage vers le 14e district et réélu en 1872. | 1873–1883                                      |
| John H. Bagley Jr. (en)      | Démocrate             | 4 mars 1875 - 3 mars 1877          | 44e            | Élu en 1874. | 1873–1883                                      |
| Stephen L. Mayham (en)       | Démocrate             | 4 mars 1877 - 3 mars 1879          | 45e            | Élu en 1876. | 1873–1883                                      |
| William Lounsbery (en)       | Démocrate             | 4 mars 1879 - 3 mars 1881          | 46e            | Élu en 1878. | 1873–1883                                      |
| Thomas Cornell (en)          | Républicain           | 4 mars 1881 - 3 mars 1883          | 47e            | Élu en 1880. | 1873–1883                                      |
| John H. Bagley Jr. (en)      | Démocrate             | 4 mars 1883 - 3 mars 1885          | 48e            | Élu en 1882. | 1883–1893                                      |
| Lewis Beach (en)             | Démocrate             | 4 mars 1885 - 10 août 1886         | 49e            | Redécoupage depuis le 14e district et réélu en 1884. Décès. | 1883–1893                                      |
| Vacant                       | Vacant                | 10 août 1886 - 6 décembre 1886     | 49e            | | 1883–1893                                      |
| Henry Bacon (en)             | Démocrate             | 6 décembre 1886 - 3 mars 1889      | 49e , 50e      | Élu pour terminer le mandat de Beach. Également élu en 1886 pour un autre mandat. | 1883–1893                                      |
| Moses D. Stivers (en)        | Républicain           | 4 mars 1889 - 3 mars 1891          | 51e            | Élu en 1888. | 1883–1893                                      |
| Henry Bacon (en)             | Démocrate             | 4 mars 1891 - 3 mars 1893          | 52e            | Élu en 1890. | 1883–1893                                      |
| Ashbel P. Fitch              | Démocrate             | 4 mars 1893 - 26 décembre 1893     | 53e            | Redécoupage depuis le 13e district et réélu en 1892. Démissionne pour devenir Contrôleur de New York City. | 1893–1903                                      |
| Vacant                       | Vacant                | 26 décembre 1893 - 30 janvier 1894 | 53e            | | 1893–1903                                      |
| Isidor Straus                | Démocrate             | 30 janvier 1894 - 3 mars 1895      | 53e            | Élu pour terminer le mandat de Fitch. | 1893–1903                                      |
| Philip B. Low (en)           | Républicain           | 4 mars 1895 - 3 mars 1899          | 54e , 55e      | Élu en 1894. Réélu en 1896. | 1893–1903                                      |
| Jacob Ruppert (en)           | Démocrate             | 4 mars 1899 - 3 mars 1903          | 56e , 57e      | Élu en 1898. Réélu en 1900. Redécoupage vers le 16e district. | 1893–1903                                      |
| William H. Douglas (en)      | Républicain           | 4 mars 1903 - 3 mars 1905          | 58e            | Redécoupage depuis le 14e district et réélu en 1902. | 1903–1913                                      |
| J. Van Vechten Olcott (en)   | Républicain           | 4 mars 1905 - 3 mars 1911          | 59e - 61e      | Élu en 1904. Réélu en 1906. Réélu en 1908. | 1903–1913                                      |
| Thomas G. Patten (en)        | Démocrate             | 4 mars 1911 - 3 mars 1913          | 62e            | Élu en 1910. Redécoupage vers le 18e district. | 1903–1913                                      |
| Michael F. Conry (en)        | Démocrate             | 4 mars 1913 - 2 mars 1917          | 63e , 64e      | Redécoupage depuis le 12e district et réélu en 1912. Réélu en 1914. Réélu en 1916 mais décède. | 1913–1923                                      |
| Vacant                       | Vacant                | 2 mars 1917 - 12 avril 1917        | 64e , 65e      | | 1913–1923                                      |
| Thomas F. Smith (en)         | Démocrate             | 12 avril 1917 - 3 mars 1919        | 65e            | Élu pour terminer le mandat de Conry. | 1913–1923                                      |
| Peter J. Dooling (en)        | Démocrate             | 4 mars 1919 - 3 mars 1921          | 66e            | Redécoupage depuis le 16e district et réélu en 1918. | 1913–1923                                      |
| Thomas J. Ryan (en)          | Républicain           | 4 mars 1921 - 3 mars 1923          | 67e            | Élu en 1920. | 1913–1923                                      |
| John J. Boylan (en)          | Démocrate             | 4 mars 1923 - 5 octobre 1938       | 68e - 75e      | Élu en 1922. Réélu en 1924. Réélu en 1926. Réélu en 1928. Réélu en 1930. Réélu en 1932. Réélu en 1934. Réélu en 1936. Décès.                                                                                                  | 1923–1933                                      |
| 1933–1943                    |                       |                                    | 68e - 75e      | Élu en 1922. Réélu en 1924. Réélu en 1926. Réélu en 1928. Réélu en 1930. Réélu en 1932. Réélu en 1934. Réélu en 1936. Décès.                                                                                                  |                                                |
| Vacant                       | Vacant                | 5 octobre 1938 - 3 janvier 1939    | 75e            | |                                                |
| Michael J. Kennedy (en)      | Démocrate             | 3 janvier 1939 - 3 janvier 1943    | 76e , 77e      | Élu en 1938. Réélu en 1940. |                                                |
| Thomas F. Burchill (en)      | Démocrate             | 3 janvier 1943 - 3 janvier 1945    | 78e            | Élu en 1942. | 1943–1953                                      |
| Emanuel Celler               | Démocrate             | 3 janvier 1945 - 3 janvier 1953    | 79e - 82e      | Redécoupage depuis le 10e district et réélu en 1944. Réélu en 1946. Réélu en 1948. Réélu en 1950. Redécoupage vers le 11e district.                                                                                           | 1943–1953                                      |
| John H. Ray (en)             | Républicain           | 3 janvier 1953 - 3 janvier 1963    | 83e - 87e      | Élu en 1952. Réélu en 1954. Réélu en 1956. Réélu en 1958. Réélu en 1960. Redécoupage vers le 16e district et retrait. | 1953–1963 Parties de Brooklyn et Staten Island |
| Hugh Carey                   | Démocrate             | 3 janvier 1963 - 31 décembre 1974  | 88e - 93e      | Redécoupage depuis le 12e district et réélu en 1962. Réélu en 1964. Réélu en 1966. Réélu en 1968. Réélu en 1970. Réélu en 1972. Démissionne pour devenir Gouverneur de New York.                                              | 1963–1973                                      |
| 1973–1983                    |                       |                                    | 88e - 93e      | Redécoupage depuis le 12e district et réélu en 1962. Réélu en 1964. Réélu en 1966. Réélu en 1968. Réélu en 1970. Réélu en 1972. Démissionne pour devenir Gouverneur de New York.                                              |                                                |
| Vacant                       | Vacant                | 1er janvier 1975 - 2 janvier 1975  | 93e            | |                                                |
| Leo C. Zeferetti (en)        | Démocrate             | 3 janvier 1975 - 3 janvier 1983    | 94e - 97e      | Élu en 1974. Réélu en 1976. Réélu en 1978. Réélu en 1980. Redécoupage vers le 14e district et perd sa réélection. |                                                |
| Bill Green (en)              | Républicain           | 3 janvier 1983 - 3 janvier 1993    | 98e - 102e     | Redécoupage depuis le 18e district et réélu en 1982. Réélu en 1984. Réélu en 1986. Réélu en 1988. Réélu en 1990. Redécoupage vers le 14e district et perd sa réélection.                                                      | 1983–1993                                      |
| Charles Rangel               | Démocrate             | 3 janvier 1993 - 3 janvier 2013    | 103e - 112e    | Redécoupage depuis le 16e district et réélu en 1992. Réélu en 1994. Réélu en 1996. Réélu en 1998. Réélu en 2000. Réélu en 2002. Réélu en 2004. Réélu en 2006. Réélu en 2008. Réélu en 2010. Redécoupage vers le 13e district. | 1993–2003                                      |
| Charles Rangel               | Démocrate             | 3 janvier 1993 - 3 janvier 2013    | 103e - 112e    | Redécoupage depuis le 16e district et réélu en 1992. Réélu en 1994. Réélu en 1996. Réélu en 1998. Réélu en 2000. Réélu en 2002. Réélu en 2004. Réélu en 2006. Réélu en 2008. Réélu en 2010. Redécoupage vers le 13e district. | 2003–2013 Parties de Manhattan et du Queens    |
| José E. Serrano              | Démocrate             | 3 janvier 2013 - 3 janvier 2021    | 113e - 116e    | Redécoupage depuis le 16e district et réélu en 2012. Réélu en 2014. Réélu en 2016. Réélu en 2018. Retrait à la suite du diagnostic de la maladie de Parkinson.                                                                | 2013–2023 Parties du Bronx                     |
| Ritchie Torres               | Démocrate             | 3 janvier 2021 - Présent           | 117e - Présent | Élu en 2020. Réélu en 2022. | 2013–2023 Parties du Bronx                     |
| Ritchie Torres               | Démocrate             | 3 janvier 2021 - Présent           | 117e - Présent | Élu en 2020. Réélu en 2022. | 2023–2025 Parties du Bronx                     |

## Résultats des récentes électins
Voici les résultats des dix précédents cycles électoraux dans le district,

### 2004
| Élection de 2004 du 15e district congressionnel de New York | Élection de 2004 du 15e district congressionnel de New York | Élection de 2004 du 15e district congressionnel de New York | Élection de 2004 du 15e district congressionnel de New York | Élection de 2004 du 15e district congressionnel de New York |
| ----------------------------------------------------------- | ----------------------------------------------------------- | ----------------------------------------------------------- | ----------------------------------------------------------- | ----------------------------------------------------------- |
| Parti                                                       | Parti                                                       | Candidat                                                    | Votes                                                       | %                                                           |
|                                                             | Démocrate                                                   | Charles Rangel (sortant)                                    | 161 351                                                     | 91,1                                                        |
|                                                             | Républicain                                                 | Kenneth P. Jefferson Jr.                                    | 12 355                                                      | 7,0                                                         |
|                                                             | Independence (en)                                           | Jessie A. Fields                                            | 3 345                                                       | 1,9                                                         |
| Total des votes                                             | Total des votes                                             | Total des votes                                             | 177 051                                                     | 100 %                                                       |
|                                                             | Les Démocrates conservent                                   |                                                             |                                                             |                                                             |

### 2006
| Élection de 2006 du 15e district congressionnel de New York | Élection de 2006 du 15e district congressionnel de New York | Élection de 2006 du 15e district congressionnel de New York | Élection de 2006 du 15e district congressionnel de New York | Élection de 2006 du 15e district congressionnel de New York |
| ----------------------------------------------------------- | ----------------------------------------------------------- | ----------------------------------------------------------- | ----------------------------------------------------------- | ----------------------------------------------------------- |
| Parti                                                       | Parti                                                       | Candidat                                                    | Votes                                                       | %                                                           |
|                                                             | Démocrate                                                   | Charles Rangel (sortant)                                    | 103 916                                                     | 94,0                                                        |
|                                                             | Républicain                                                 | Edward Daniels                                              | 6592                                                        | 6,0                                                         |
| Total des votes                                             | Total des votes                                             | Total des votes                                             | 110 508                                                     | 100 %                                                       |
|                                                             | Les Démocrates conservent                                   |                                                             |                                                             |                                                             |

### 2008
| Élection de 2008 du 15e district congressionnel de New York | Élection de 2008 du 15e district congressionnel de New York | Élection de 2008 du 15e district congressionnel de New York | Élection de 2008 du 15e district congressionnel de New York | Élection de 2008 du 15e district congressionnel de New York |
| ----------------------------------------------------------- | ----------------------------------------------------------- | ----------------------------------------------------------- | ----------------------------------------------------------- | ----------------------------------------------------------- |
| Parti                                                       | Parti                                                       | Candidat                                                    | Votes                                                       | %                                                           |
|                                                             | Démocrate                                                   | Charles Rangel (sortant)                                    | 177 151                                                     | 89,2                                                        |
|                                                             | Républicain                                                 | Edward Daniels                                              | 15 676                                                      | 7,9                                                         |
|                                                             | Indépendant                                                 | Craig Schley                                                | 3 708                                                       | 1,9                                                         |
|                                                             | Travailleurs Socialistes                                    | Martin Koppel                                               | 2 141                                                       | 1,1                                                         |
| Total des votes                                             | Total des votes                                             | Total des votes                                             | 198 676                                                     | 100 %                                                       |
|                                                             | Les Démocrates conservent                                   |                                                             |                                                             |                                                             |

### 2010
| Élection de 2010 du 15e district congressionnel de New York | Élection de 2010 du 15e district congressionnel de New York | Élection de 2010 du 15e district congressionnel de New York | Élection de 2010 du 15e district congressionnel de New York | Élection de 2010 du 15e district congressionnel de New York |
| ----------------------------------------------------------- | ----------------------------------------------------------- | ----------------------------------------------------------- | ----------------------------------------------------------- | ----------------------------------------------------------- |
| Parti                                                       | Parti                                                       | Candidat                                                    | Votes                                                       | %                                                           |
|                                                             | Démocrate                                                   | Charles Rangel (sortant)                                    | 91 225                                                      | 80,4                                                        |
|                                                             | Républicain                                                 | Michel Faulkner                                             | 11 754                                                      | 10,4                                                        |
|                                                             | Indépendant                                                 | Craig Schley                                                | 7 803                                                       | 6,9                                                         |
|                                                             | Travailleurs Socialistes                                    | Róger Calero                                                | 2 647                                                       | 2,3                                                         |
| Total des votes                                             | Total des votes                                             | Total des votes                                             | 113 429                                                     | 100 %                                                       |
|                                                             | Les Démocrates conservent                                   |                                                             |                                                             |                                                             |

### 2012
| Élection de 2012 du 15e district congressionnel de New York | Élection de 2012 du 15e district congressionnel de New York | Élection de 2012 du 15e district congressionnel de New York | Élection de 2012 du 15e district congressionnel de New York | Élection de 2012 du 15e district congressionnel de New York |
| ----------------------------------------------------------- | ----------------------------------------------------------- | ----------------------------------------------------------- | ----------------------------------------------------------- | ----------------------------------------------------------- |
| Parti                                                       | Parti                                                       | Candidat                                                    | Votes                                                       | %                                                           |
|                                                             | Démocrate                                                   | José Serrano                                                | 152 661                                                     | 97,2                                                        |
|                                                             | Républicain                                                 | Frank Della Valle                                           | 4 427                                                       | 2,8                                                         |
| Total des votes                                             | Total des votes                                             | Total des votes                                             | 157 088                                                     | 100 %                                                       |
|                                                             | Les Démocrates conservent                                   |                                                             |                                                             |                                                             |

### 2014
| Élection de 2014 du 15e district congressionnel de New York | Élection de 2014 du 15e district congressionnel de New York | Élection de 2014 du 15e district congressionnel de New York | Élection de 2014 du 15e district congressionnel de New York | Élection de 2014 du 15e district congressionnel de New York |
| ----------------------------------------------------------- | ----------------------------------------------------------- | ----------------------------------------------------------- | ----------------------------------------------------------- | ----------------------------------------------------------- |
| Parti                                                       | Parti                                                       | Candidat                                                    | Votes                                                       | %                                                           |
|                                                             | Démocrate                                                   | José Serrano (sortant)                                      | 54 906                                                      | 97,1                                                        |
|                                                             | Conservateur (en)                                           | Eduardo Ramirez                                             | 1 047                                                       | 1,9                                                         |
|                                                             | Vert                                                        | William Edstrom                                             | 568                                                         | 1,0                                                         |
| Total des votes                                             | Total des votes                                             | Total des votes                                             | 56 521                                                      | 100 %                                                       |
|                                                             | Les Démocrates conservent                                   |                                                             |                                                             |                                                             |

### 2016
| Élection de 2016 du 15e district congressionnel de New York | Élection de 2016 du 15e district congressionnel de New York | Élection de 2016 du 15e district congressionnel de New York | Élection de 2016 du 15e district congressionnel de New York | Élection de 2016 du 15e district congressionnel de New York |
| ----------------------------------------------------------- | ----------------------------------------------------------- | ----------------------------------------------------------- | ----------------------------------------------------------- | ----------------------------------------------------------- |
| Parti                                                       | Parti                                                       | Candidat                                                    | Votes                                                       | %                                                           |
|                                                             | Démocrate                                                   | José Serrano (sortant)                                      | 165 688                                                     | 95,3                                                        |
|                                                             | Républicain                                                 | Alejandro Vega                                              | 6 129                                                       | 3,5                                                         |
|                                                             | Conservateur (en)                                           | Eduardo Ramirez                                             | 2 104                                                       | 1,2                                                         |
| Total des votes                                             | Total des votes                                             | Total des votes                                             | 173 921                                                     | 100 %                                                       |
|                                                             | Les Démocrates conservent                                   |                                                             |                                                             |                                                             |

### 2018
| Élection de 2018 du 15e district congressionnel de New York | Élection de 2018 du 15e district congressionnel de New York | Élection de 2018 du 15e district congressionnel de New York | Élection de 2018 du 15e district congressionnel de New York | Élection de 2018 du 15e district congressionnel de New York |
| ----------------------------------------------------------- | ----------------------------------------------------------- | ----------------------------------------------------------- | ----------------------------------------------------------- | ----------------------------------------------------------- |
| Parti                                                       | Parti                                                       | Candidat                                                    | Votes                                                       | %                                                           |
|                                                             | Démocrate                                                   | José Serrano (sortant)                                      | 124 469                                                     | 96,0                                                        |
|                                                             | Républicain                                                 | Jason Gonzalez                                              | 5 205                                                       | 4,0                                                         |
| Total des votes                                             | Total des votes                                             | Total des votes                                             | 129 674                                                     | 100 %                                                       |
|                                                             | Les Démocrates conservent                                   |                                                             |                                                             |                                                             |

### 2020
| Élection de 2020 du 15e district congressionnel de New York | Élection de 2020 du 15e district congressionnel de New York | Élection de 2020 du 15e district congressionnel de New York | Élection de 2020 du 15e district congressionnel de New York | Élection de 2020 du 15e district congressionnel de New York |
| ----------------------------------------------------------- | ----------------------------------------------------------- | ----------------------------------------------------------- | ----------------------------------------------------------- | ----------------------------------------------------------- |
| Parti                                                       | Parti                                                       | Candidat                                                    | Votes                                                       | %                                                           |
|                                                             | Démocrate                                                   | Ritchie Torres                                              | 169 533                                                     | 88,9                                                        |
|                                                             | Républicain                                                 | Patrick Delices                                             | 21 221                                                      | 11,1                                                        |
| Total des votes                                             | Total des votes                                             | Total des votes                                             | 190 754                                                     | 100 %                                                       |
|                                                             | Les Démocrates conservent                                   |                                                             |                                                             |                                                             |

### 2022
Les Primaires Démocrates et Républicaines ont été annulées. Ritchie Torres (D-Sortant) et Stylo A. Sapaskis (R) avancent vers l'Élection générale.
| Élection de 2022 du 15e district congressionnel de New York | Élection de 2022 du 15e district congressionnel de New York | Élection de 2022 du 15e district congressionnel de New York | Élection de 2022 du 15e district congressionnel de New York | Élection de 2022 du 15e district congressionnel de New York |
| ----------------------------------------------------------- | ----------------------------------------------------------- | ----------------------------------------------------------- | ----------------------------------------------------------- | ----------------------------------------------------------- |
| Parti                                                       | Parti                                                       | Candidat                                                    | Votes                                                       | %                                                           |
|                                                             | Démocrate                                                   | Ritchie Torres (sortant)                                    | 76 406                                                      | 82,7                                                        |
|                                                             | Républicain                                                 | Stylo A. Sapaskis                                           | 15 882                                                      | 17,2                                                        |
|                                                             | Write-In                                                    | Write-In                                                    | 102                                                         | 0,1                                                         |
| Total des votes                                             | Total des votes                                             | Total des votes                                             | 92 390                                                      | 100 %                                                       |
|                                                             | Les Démocrates conservent                                   |                                                             |                                                             |                                                             |

### 2024
Les Primaires Démocrates et Républicaines ont été annulées. Ritchie Torres (D-Sortant) et Gonzalo Duran (R) avancent vers l'Élection générale.
| Élection de 2024 du 15e district congressionnel de New York | Élection de 2024 du 15e district congressionnel de New York | Élection de 2024 du 15e district congressionnel de New York | Élection de 2024 du 15e district congressionnel de New York | Élection de 2024 du 15e district congressionnel de New York |
| ----------------------------------------------------------- | ----------------------------------------------------------- | ----------------------------------------------------------- | ----------------------------------------------------------- | ----------------------------------------------------------- |
| Parti                                                       | Parti                                                       | Candidat                                                    | Votes                                                       | %                                                           |
|                                                             | Démocrate                                                   | Ritchie Torres (sortant)                                    | TBD                                                         | TBD                                                         |
|                                                             | Républicain                                                 | Gonzalo Duran                                               | TBD                                                         | TBD                                                         |
|                                                             | Indépendant                                                 | Jose Vega                                                   | TBD                                                         | TBD                                                         |
| Total des votes                                             | Total des votes                                             | Total des votes                                             | TBD                                                         | 100 %                                                       |
|                                                             |                                                             |                                                             |                                                             |                                                             |